# Серединцы (Тернопольская область)
Серединцы (укр. Серединці) — село в Озёрнянской сельской общине Тернопольского района Тернопольской области Украины.
До 2020 года входило в Зборовский район.
Код КОАТУУ — 6122681607. Население по переписи 2001 года составляло 237 человек.

## Географическое положение
Село Серединцы находится на берегу реки Нестеровка,
выше по течению примыкает село Высыповцы,
ниже по течению на расстоянии в 1 км расположено село Воробиевка.

## История
- 1802 год — дата основания.